# Traité général des conifères
Traité général des conifères (abreviado Traité Gén. Conif.) es un libro con ilustraciones y descripciones botánicas que fue escrito por el botánico y horticultor francés Élie-Abel Carrière. Fue publicado en París en el año 1855, con una segunda y extensa edición revisada de 1867.